# Gustav Ludwig Klaiber
Gustav Ludwig Klaiber ab 1897 von Klaiber, (* 1. April 1829 in Gochsen; † 1912) war ein deutscher Verwaltungsjurist.

## Leben
Klaiber war der Sohn des Pfarrers Christian Friederich Klaiber und dessen Frau Luise Eberhardine Wilhelmine, geb. Mohl, aus Dinkelbühl. Er besuchte die Lateinschule in Neuenstadt am Kocher, das Lyzeum in Tübingen und das Gymnasium in Heilbronn. 1847 nahm er das Studium der Rechtswissenschaften an der Universität Tübingen auf und war seitdem Mitglied der Burschenschaft Germania Tübingen. Er bestand 1853 die erste und 1855 die zweite höhere Dienstprüfung. 1856 wurde er Oberamtsaktuar beim Oberamt Rottweil, 1867 beim Oberamt Reutlingen, 1871 Oberamtmann des Oberamts Künzelsau, 1882 Oberamtmann des Oberamts Ludwigsburg, ab 1887 mit Titel und Rang eines Regierungsrats. 1889 wechselte er als Stadtdirektor nach Stuttgart. 1893 erhielt er Titel und Rang eines Oberregierungsrats. 1900 wurde er unter Verleihung von Titel und Rang eines Regierungsdirektors in den Ruhestand versetzt.
Ein Sohn Klaibers war der spätere Stuttgarter Polizeipräsident Rudolf Klaiber.

## Auszeichnungen
- 1897 – Ehrenkreuz des Ordens der Württembergischen Krone[3], welches mit dem persönlichen Adelstitel (Nobilitierung) verbunden war
- Ritterkreuz 1. Klasse des Friedrichs-Ordens
- Silberne Karl-Olga-Medaille mit Jubiläumsmedaille
- Deutsche Kriegsdenkmünze
- Ritter 1. Klasse des Ordens vom Zähringer Löwen
- Ritter des Verdienstordens der Bayerischen Krone
- Preußischer Roter Adler-Orden 3. Klasse
- Preußischer Kronenorden 3. Klasse
- Ritterkreuz 1. Klasse des sächsischen Albrechtsordens